# Dryocampa
Dryocampa este un gen de molii din familia Saturniidae. 

## Taxonomie
- Dryocampa alba
- Dryocampa bicolor
- Dryocampa pallida
- Dryocampa rubicunda (Fabricius, 1793) — U.S.
- Dryocampa semialba
- Dryocampa sperryae